# Districte d'Obersimmental

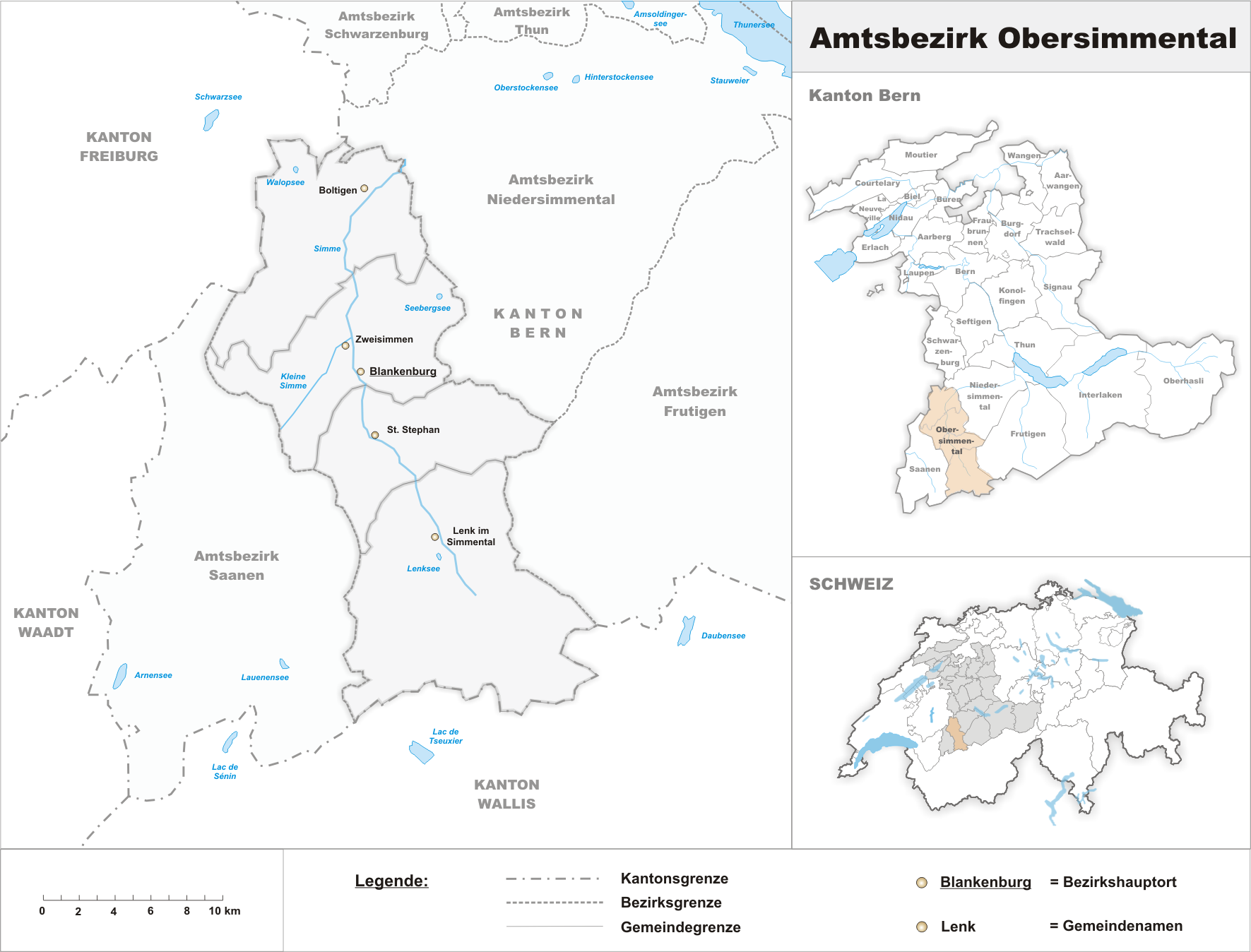
El districte d'Obersimmental

El districte d'Obersimmental és un dels 26 districtes del Cantó de Berna (Suïssa), té 8005 habitants (cens de 2007) i una superfície de 334 km². El cap del districte és Zweisimmen està format per 9 municipis. Es tracta d'un districte amb l'alemany com a llengua oficial.

## Municipis
| Municipi      | Habitants (31. Dez. 2007) | Superfície en km² |
| ------------- | ------------------------- | ----------------- |
| Boltigen      | 1405                      | 77.0              |
| Lenk          | 2325                      | 123.1             |
| Sankt Stephan | 1362                      | 60.9              |
| Zweisimmen    | 2913                      | 73.1              |
| Total (4)     | 8005                      | 334.1             |